# Cypsiurus
Cypsiurus è un genere di uccelli della famiglia Apodidae.

## Tassonomia
il genere comprende tre specie:
- Cypsiurus parvus (Lichtenstein, 1823) - rondone delle palme africano
- Cypsiurus balasiensis (Gray, 1829) - rondone delle palme asiatico
- Cypsiurus gracilis (Sharpe, 1871) - rondone delle palme malgascio